# 超級計劃
《超級計劃》是唐季禮執導一部動作片，屬於警匪追逐類劇情，由威禾電影製作，嘉禾電影出品。全劇描述一場精心策劃的「超級計劃」，一群匪徒與中央銀行金庫設計師合作，先盜取保安系統資料，然後利用中央銀行金庫藍圖搶劫，以為天衣無縫的完美計劃，沒想到人為疏失，一連串行動暴露，加上成員間互不信任，由合作轉變互相殘殺，造成這場計劃全軍覆滅的悽慘結局。

## 劇情
曾在越南服兵役的程鋒（榮光飾），原本在廣州任職護衛，但對工作前景抱有微言。因此鋒找來在香港發展的昔日戰友何炬（林保怡飾），打算到香港一闖。鋒並向任武警的楊建華（楊紫瓊飾）表明賺到錢後，會一同去美國。華勸鋒別急功近利，但鋒稱一心只想著發達，並不聽華的勸告。
炬帶鋒到香港後第一個計劃是搶保安系統線路圖，而計劃則由中央銀行金庫設計師Roger Davidson（Alain Guernier 飾）作幕後主腦。在搶線路圖過程中不巧被觸動警報，因此與警察發生槍戰。事後警方調查員李光明（周華健飾）與郭少龍（樊少皇飾）為查找犯案者身分，聯絡了廣州警局的華來港提供資料。
整個搶金庫計劃由鋒一手指揮，但在行動前已被明、華一行人跟蹤到行動基地，並爆發激戰。警方把其中成員炮王（薛春煒飾）活逮。其間鋒卻發現華在香港警方調查隊伍，深恐事件被揭。鋒找華見面，藉機向華說明能幫忙說服炮王。在與炮王見面時，鋒乘機將火藥藏在事先安排好香菸，炮王藉此引發火警。鋒安排炮王逃脫。此事因此使明懷疑鋒有參與劫案。華向鋒苦勸，仍無法勸阻鋒的計劃。之後鋒因炮王被抓之事與Roger發生口角，也因此使Roger對鋒與炬產生猜忌。
明透過華的幫助，查出Roger金庫設計師身分，並得知Roger是搶劫金庫的首腦。龍與華趕到現場，發現Roger等人已進入中央銀行。鋒與Roger展開行動不久，發現已被警察跟蹤，乃更改計劃將通風口炸開，利用地鐵隧道逃脫。鋒打算先下手為強，不料先被Roger捷足先登。一陣內鬨惡鬥後，鋒追著Roger到地鐵隧道。於雙方打鬥之時，明、華及時趕到現場，勸鋒自首。此時Roger按下引信，造成隧道爆炸且隧道進水。華與明扶著鋒想逃離隧道，鋒眼見防洪閘將要關下會逃不及，順手將華與明推開，鋒因此受困於防洪閘而挽救華。

## 音樂
| 曲別   | 歌曲                                 | 演唱者         |
| ------ | ------------------------------------ | -------------- |
| 主題曲 | 《忘我忘你》（粵語）／《要》（國語） | 周華健、唐季禮 |
| 片尾曲 | 《讓我歡喜讓我憂》                   | 周華健         |

- 提供者：滾石唱片

```
 片中插曲：周華健（要）
```

## 演員
| 演 員          | 角 色          | 身 份                           | 備 註 |
| -------------- | -------------- | ------------------------------- | ----- |
| 榮光           | 程鋒           | 楊建華男友 中央銀行劫匪         |       |
| 楊紫瓊         | 楊建華         | 公安（楊科長） 程鋒女友         |       |
| 朱茵           | 阿May          | 李光明胞妹                      |       |
| 周華健         | 李光明         | 香港警察                        |       |
| 狄威           | 阿泉           | 中央銀行劫匪                    |       |
| 董驃           | 方驃           | 香港警察（港島灣仔區指揮官）    |       |
| 樊少皇         | 郭少龍         | 香港警察                        |       |
| 林保怡         | 何炬           | 中央銀行劫匪                    |       |
| 薛春煒         | 炮王           | 中央銀行劫匪                    |       |
| 成龍           | 陳家駒         | 香港警察                        | 客串  |
| 曾志偉         |                | 珠寶店劫匪                      | 客串  |
| 陳美琪         |                | 銀行職員                        |       |
| 陳文清         |                | 中央銀行劫匪                    |       |
| 火星           |                | 珠寶店顧客                      |       |
| Alain Guernier | Roger Davidson | 中央銀行劫匪 中央銀行金庫設計師 |       |

## 角色相關
（指劇中角色曾沿用別戲，但不代表彼此劇情有關連，僅參考用。）
- 成龍 飾 陳家駒：警察故事、警察故事續集、警察故事III超級警察、警察故事4之簡單任務
- 楊紫瓊 飾 楊建華：警察故事III超級警察

## 外部連結
- 開眼電影網上《超級計劃》的資料（繁體中文）
- 香港影庫上《超級計劃》的資料（繁體中文）
- 时光网上《超級計劃》的資料（简体中文）
- 豆瓣电影上《超級計劃》的資料 （简体中文）
- 爛番茄上《超級計劃》的資料（英文）
- AllMovie上《超級計劃》的资料（英文）
- 互联网电影数据库（IMDb）上《超級計劃》的资料（英文）